# ماهش بات
ماهش بات (انگلیسی: Mahesh Bhatt؛ زادهٔ ۲۰ سپتامبر ۱۹۴۸) کارگردان فیلم، تهیه‌کننده فیلم، و فیلم‌نامه‌نویس اهل هند است.
از فیلم‌ها یا برنامه‌های تلویزیونی که وی در آن نقش داشته‌است می‌توان به ما با هم هستیم، به دل نگیر دوست من!! اشاره کرد.
وی همچنین برندهٔ جوایزی همچون جایزه فیلم‌فیر شده‌است.